# Discocyrtus
Genre
Synonymes
- Parasadocus Mello-Leitão, 1927
- Microgoniosoma Mello-Leitão, 1930
- Heteropucrolia Mello-Leitão, 1932

Discocyrtus est un genre d'opilions laniatores de la famille des Gonyleptidae.

## Distribution
Les espèces de ce genre se rencontrent au Brésil, en Argentine, au Paraguay et au Chili.

## Liste des espèces
Selon World Catalogue of Opiliones (31/08/2021) :
- Discocyrtus areolatus Piza, 1938
- Discocyrtus banhado Kury, 2003
- Discocyrtus boraceae Soares, 1942
- Discocyrtus bos Roewer, 1929
- Discocyrtus brevifemur Soares & Soares, 1947
- Discocyrtus catharinensis (Mello-Leitão, 1923)
- Discocyrtus cervus Roewer, 1929
- Discocyrtus clarus Roewer, 1943
- Discocyrtus coxalis Roewer, 1929
- Discocyrtus crenulatus Roewer, 1913
- Discocyrtus dubius Soares, 1945
- Discocyrtus emydeus Sørensen, 1884
- Discocyrtus fazi Piza, 1942
- Discocyrtus fenax Kury, Pinto-da-Rocha & Carvalho, 2018
- Discocyrtus flavigranulatus Soares, 1944
- Discocyrtus granulatus Soares & Soares, 1970
- Discocyrtus guarauna Piza, 1940
- Discocyrtus hamatus Roewer, 1915
- Discocyrtus iguapei Mello-Leitão, 1935
- Discocyrtus infelix Mello-Leitão, 1940
- Discocyrtus langei Mello-Leitão, 1936
- Discocyrtus lisei Tavares, 1981
- Discocyrtus longispinus (Mello-Leitão, 1949)
- Discocyrtus melanacanthus Mello-Leitão, 1932
- Discocyrtus moraesianus Mello-Leitão, 1923
- Discocyrtus niger Mello-Leitão, 1923
- Discocyrtus nigrolineatus (Mello-Leitão, 1935)
- Discocyrtus nigrosulcatus (Mello-Leitão, 1932)
- Discocyrtus pedrosoi Kury, 2008
- Discocyrtus pizai Mello-Leitão, 1949
- Discocyrtus rarus Soares, 1944
- Discocyrtus rectipes Roewer, 1913
- Discocyrtus semipartitus Mello-Leitão, 1932
- Discocyrtus simplex Soares, 1943
- Discocyrtus spinifemur Soares, 1945
- Discocyrtus subinermis Mello-Leitão, 1936
- Discocyrtus tenuis Roewer, 1917
- Discocyrtus terezopolis Soares & Soares, 1948
- Discocyrtus testudineus (Holmberg, 1876)
- Discocyrtus wygodzinskyi Soares & Soares, 1948

## Publication originale
- Holmberg, 1878 : « Notas aracnologicas sobre los Solpugidos argentinos. » El Naturalista argentino, vol. 1, no 1, p. 69–74 (texte intégral).